# 猴场堡乡
猴场堡乡，是中华人民共和国贵州省黔南布依族苗族自治州贵定县一个已撤销的乡级行政区，2014年2月25日，贵州省人民政府批复同意贵定县部分乡镇行政区划调整，撤销猴场堡乡，将其所辖行政区域划归昌明镇。